# Айрантёкен
Айрантёкен (азерб. Ayrantökən palçıq vulkanı) — грязевой вулкан в Азербайджане. Расположен на Алятской гряде, вблизи железнодорожной станции Атбулак. Айрантокен находится на территории государственного заповедника группы грязевых вулканов Баку и Апшеронского полуострова. 
В марте 2018 года произошло извержение, сопровождавшееся выбросом столба пламени высотой 100—150 м. Продукты извержения, продлившегося около 7 минут, распространились на территорию около 2 га. 

## Описание
Высота Айрантёкена составляет 293 м. В кратере вулкана имеется 66 сопок, сальз и грифонов, которые извергают природный газ, грязь и нефтяную воду. 